# Malabar moussonné

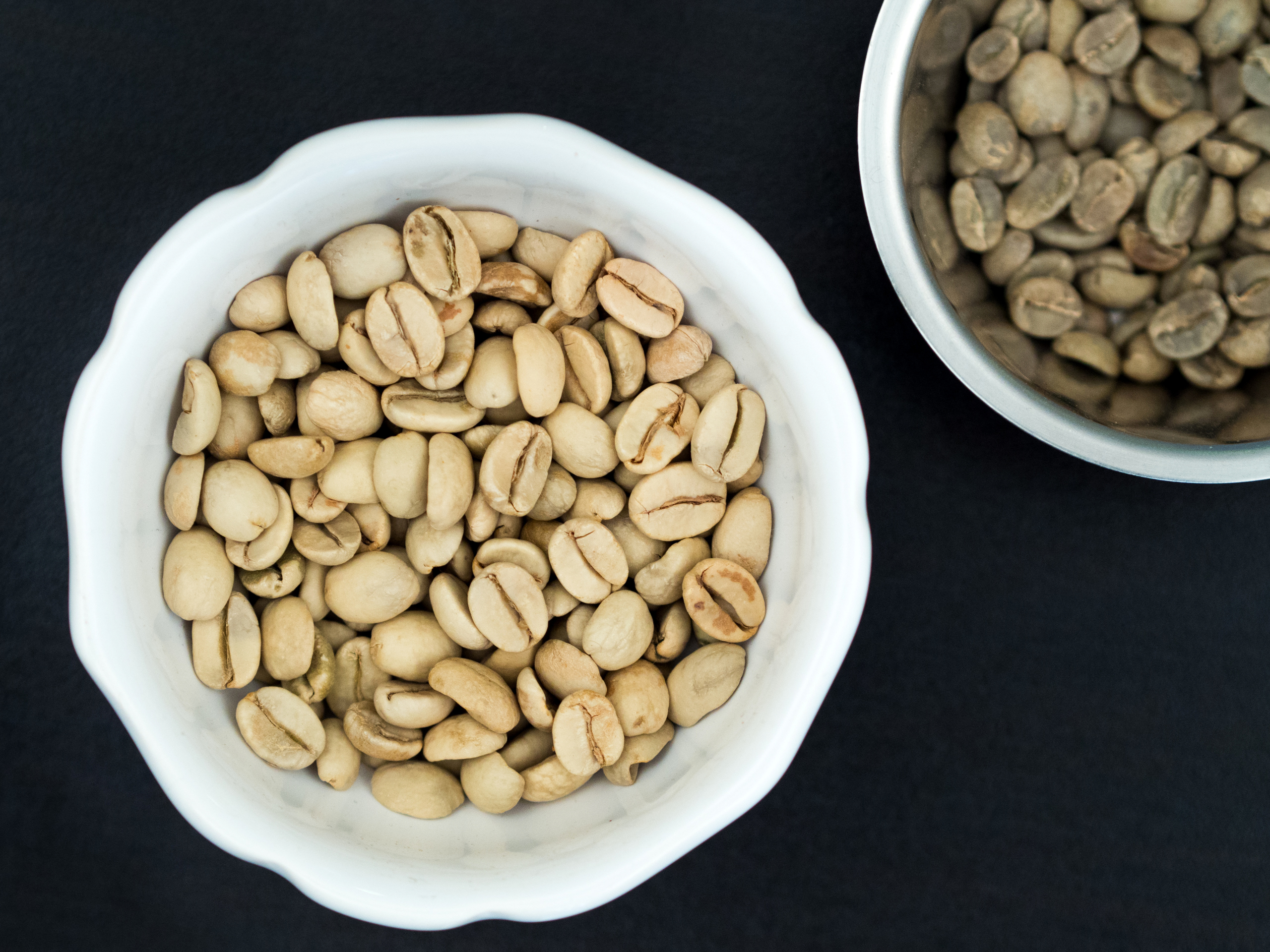
Grains Arabica moussonnés (au centre) avant torréfaction, comparés à un café éthiopien beaucoup plus vert

Le Malabar Moussonné est un type de café produit par la côte de Malabar en Inde. Il s'agit en général d'un arabica (mais des robustas moussonnés sont aussi produits) qui a été conservé après récolte, pendant la saison de la mousson, dans des entrepôts ouverts, s'imprégnant ainsi de l'humidité ambiante, avant d'être séché, alors que la démarche classique est de sécher le café juste après récolte.
Historiquement, l'intérêt de l'exposition du café a été découvert à l'occasion du transport vers le Royaume-Uni à l'époque de l'Inde britannique, le café se retrouvant exposé lors du stockage dans les ports et du transport maritime. 
D'un point de vue physico-chimique, le café moussonné présente notamment une acidité réduite, on lui a aussi découvert des propriétés anti-bactériennes intéressantes. Gustativement, il est décrit comme boisé, peu acide et d'une texture épaisse.
Les exportations annuelles sont de l'ordre de 3 000 tonnes, la moitié de la production. Depuis 2008, le Malabar moussonné fait l'objet de deux Indications géographiques pour les variétés Arabica et Robusta.